# Falkenstein (Bayern)
Falkenstein er en købstad i Regierungsbezirk Oberpfalz i den østlige del af den tyske delstat Bayern, med godt 3.300 indbyggere. Den er administrationsby for Verwaltungsgemeinschaft Falkenstein. I 1961 blev byen anerkendt som kurby.

## Geografi
Falkenstein ligger mellem Regensburg, Cham og Straubing. Floden Perlbach løber gennem kommunen. På det højeste punkt, (628 m) ligger Burg Falkenstein.
- Wikimedia Commons har flere filer relateret til Falkenstein (Bayern)